# DJK Südwest Köln
Die DJK Südwest Köln (offiziell: DJK Südwest Köln 1920/27 e. V.) ist ein Sportverein aus Köln.

## Geschichte
Im Jahre 1920 wurde im Kölner Stadtteil Sülz der Verein DJK Rheinwacht Sülz gegründet, der die Turn- und Sportabteilung der Pfarrgemeinde St. Nikolaus angehörte. Sieben Jahre später entstand im benachbarten Stadtteil Klettenberg der Verein DJK Siegfriedia Klettenberg, der der Pfarrgemeinde St. Bruno nahe stand. Beide Vereine gehörten dem katholischen Sportverband Deutsche Jugendkraft an und nutzten die Sportanlage Militärringstraße/Berrenrather Straße, wo sich heute das Franz-Kremer-Stadion des 1. FC Köln befindet. Im Jahre 1934 wurden beide Vereine nach dem Verbot der Deutschen Jugendkraft aufgelöst, bevor sie im Jahre 1952 neu gegründet wurden.
Der heutige Verein entstand durch die Fusion der beiden Stammvereine im Jahre 1969. Der Verein DJK Frauensport St. Bruno schloss sich im Jahre 1992 der DJK Südwest Köln an. Der Verein bietet die Sportarten Basketball, Fußball, Gymnastik & Tanz, Judo, Leichtathletik, Turnen, Volleyball sowie diverse Turn- und Fitness-Kurse an.

## Frauenfußball

### Geschichte
Die Fußballerinnen der DJK Südwest Köln starteten im Jahre 2009 in der Kreisliga Köln und schafften im Jahre 2015 den Aufstieg in die Bezirksliga, dem ein Jahr später der Aufstieg in die Landesliga folgte. Dort spielte die Mannschaft zunächst mit wechselndem Erfolg, bevor die Südwestlerinnen im Jahre 2022 den Aufstieg in die Mittelrheinliga schafften. Zwei Jahre später gelang dann der Aufstieg in die drittklassige Regionalliga West. Am letzten Spieltag machte das Team von Trainerin Jule Brockerhoff die Meisterschaft mit einem 1:0-Sieg gegen den direkten Konkurrenten SV Deutz 05 perfekt. Als Tabellenletzter stieg die Mannschaft direkt wieder ab. Im Mittelrheinpokal erreichte das Team das Endspiel, verlor dieses aber mit 1:3 gegen Fortuna Köln.

### Erfolge
- Meister der Mittelrheinliga: 2024
- Aufstieg in die Mittelrheinliga: 2022
- Mittelrheinpokalfinalist: 2025

## Männerfußball

### Geschichte
Die Männermannschaft der DJK Südwest Köln pendelte jahrelang zwischen den Kreisligen A und B. Im Jahre 2016 erreichten die Südwestler mit dem Abstieg in die Kreisliga C ihren sportlichen Tiefpunkt. Es gelang der direkte Wiederaufstieg, dem im Jahre 2019 der Aufstieg in die Kreisliga A folgte. Vier Jahre später stieg die Mannschaft in die Bezirksliga auf, wo in der folgenden Saison der Durchmarsch in die Landesliga Mittelrhein gelang. Dort wurden die Südwestler in der folgenden Saison 2024/25 Tabellenletzter und stiegen wieder in die Bezirksliga ab.

### Erfolge
- Aufstieg in die Landesliga: 2024
- Aufstieg in die Bezirksliga: 2023

## Leichtathletik
Tim Goebel wurde bei den deutschen Hallenmeisterschaften 2000 deutscher Meister im 60-Meter-Lauf.

## Persönlichkeiten
- Paul Alger
- Anna Gasper
- Tim Goebel
- Alicia-Sophie Gudorf
- Timo Verwimp